# Tenshi no 3P!
Tenshi no 3P! (яп. 天使の3P！〈スリーピース〉 Тэнси:но 3P, рус. Ангельское трио) — лайт-новел Сагу Аояма, а также иллюстратора Тинкела, выходящее с 2012 по 2018 год, манга-адаптация лайт-новел (выходит с 2013 года). В 2016 году была анонсирована аниме-адаптация, премьера которой состоялась 10 июля 2017 года.

## Сюжет
Кё Нукуй — ученик старшей школы и хикикомори. Его хобби — это исполнение и написание вокалоидных песен, при этом свои песни он загружает в онлайн. Однажды он получает по почте от поклонника письмо, в котором тот просит встретиться с ним. На месте встречи его неожиданно встретили 3 девочки из средней школы. Сами девочки хотят создать группу и попросить помощи у Кё.

## Персонажи

### Главные герои
Кё Нукуй/Хибики П (яп. 貫井 響 Кё Ну:куй) - Главный герой хикикомори и ученик старшей школы. Кё исполняет и пишет вокалоидные песени под псевдонимом Хибики П. Родился 15 ноября. Группа крови А. Любимый инструмент -  гитара Fender Jazzmaster и акустическая гитара K.Yairi.
Сэйю: Юки Иноуэ

### Little Wing / Lien de Famille
Дзюн Гото (яп. 五島 潤 ) - Родилась 8 августа. Группа крови A. Её Любимый инструмент - гитара Fender Duo-Sonic.
Сэйю: Юуко Ооно
Нодзоми Момидзидани (яп. 紅葉谷 希美 Но:дзоми Моми:дзидани) - Родилась 21 октября. Тип крови AB. Её любимый инструмент - Гитара Hofner ·500/1.
Сэйю: Юрика Эндо
Сора Канэсиро (яп. 金城そら Сора Ка:нэсиро) - Родилась 1 декабря. Группа крови AB. Её любимый инструмент - бот-комплект Gretsch.
Сэйю: Аой Кога

### Dragon ≒ Nuts
Куруми Нукуй (яп. 貫井 くるみ Ку:руми Ну:куй) - Младшая сестра Кё. Родилась 19 ноября. Группа крови типа А. Её любимый инструмент синтезатор Yamaha P-95.
Сэйю: Рина Хидака

### Второстепенные персонажи
Масаёси Саватари (яп. 貫井 くるみ Масаёси Савата:ри) - Бывший священник, который является владельцем детского дома Little Wings, где живут девочки.
Сэйю: Тору Окава
Сакура Ториуми (яп. 鳥海桜花 Са:кура Тору:ми) - Одноклассница и подруга детства Кё. Она набрасывается на любого, кто осмеливается издеваться над ним и хочет, чтобы он вернулся в школу.
Сэйю: Ито Канаэ
Кейсуке Никуй (яп. 貫井 啓介 Кей:суке Ню:куй) - Отец Куруми и Кё, который работает в фармацевтической компании и ради работы он никогда не возвращался домой.

## Медия

### Лайт Новелла
Издательство Dengeki Bunko приобрело серию для публикации печати, и опубликовала первый том с иллюстрациями Тинкела под издательством ASCII Media Works
9 томов были выпущены по состоянию на март 2017 года.

#### Страницы
| №  | Дата публикации  | ISBN                   |
| -- | ---------------- | ---------------------- |
| 1  | Июнь 10, 2012    | ISBN 978-4-04-886627-9 |
| 2  | Октябрь 10, 2013 | ISBN 978-4-04-866025-9 |
| 3  | Июнь 10, 2014    | ISBN 978-4-04-866646-6 |
| 4  | Октябрь 10, 2014 | ISBN 978-4-04-869007-2 |
| 5  | Февраль 10, 2015 | ISBN 978-4-04-869257-1 |
| 6  | Октябрь 10, 2015 | ISBN 978-4-04-865448-7 |
| 7  | Апрель 9, 2016   | ISBN 978-4-04-865877-5 |
| 8  | Октябрь 8, 2016  | ISBN 978-4-04-892405-4 |
| 9  | Март 10, 2017    | ISBN 978-4-04-892746-8 |
| 10 | июль 7, 2017     | ISBN 978-4-04-893229-5 |

### Манга
Юдзу Мидзутани начал издавать мангу в Сэйнэн журнале Dengeki G's Comic в ASCII Media Works в Июле 2014 года.

#### Страницы
| № | Дата публикации  | ISBN                   |
| - | ---------------- | ---------------------- |
| 1 | Ноябрь 10, 2014  | ISBN 978-4-04-869030-0 |
| 2 | Июль 10, 2015    | ISBN 978-4-04-865214-8 |
| 3 | Февраль 10, 2016 | ISBN 978-4-04-865746-4 |
| 4 | Октябрь 8, 2016  | ISBN 978-4-04-892475-7 |

| № | Дата публикации | ISBN                   |
| - | --------------- | ---------------------- |
| 1 | Июль 10, 2015   | ISBN 978-4-04-865170-7 |
| 2 | Март 10, 2017   | ISBN 978-4-04-892571-6 |

### Аниме
Телевизионная адаптация-аниме была анонсирована 24 сентября 2016 года. Премьера экранизации началась 10 июля 2017 года и завершилась 25 сентября 2017 года. Режиссёром адаптации стал Янаги Синсукэ, известный по аниме Netoge no Yome wa Onna no Ko Janai to Omotta?, над сценарием будет работать талантливый Заппа Го. Само аниме снято студей Project No. 9, подарившей нам аниме Girls Beyond the Wasteland
| №  | Название | Премьера в Японии     |
| -- | --- | --------------------- |
| 1  | Heart Throbbing for Elementary School Kids! «Shōgakusei ni Dokkiri!» (小学生にドッキリ!) | 10 июля 2017 года     |
| 2  | A Desire to Do It Together «Issho ni Yaritai Kimochi» (いっしょにやりたい気持ち) | 17 июля 2017 года     |
| 3  | The Boy on Hiatus Descends and Flees, and the Girls from the Church «Teitaisuru Shōnen no Kakō to Tōsō, Soshite Kyōkai kara Kita Shōjotachi» (停滞する少年の下降と逃走、そして教会から来た少女達)                                                                                              | 24 июля 2017 года     |
| 4  | The World is but Rock n' Roll «Kono Yo wa Subete Rokkunrōru» (この世はすべてロックンロール) | 31 июля 2017 года     |
| 5  | It's so Fun Taking Pictures of You, Because You Don't Realize How Cute You Are «Kimi no Sugata o Toru no ga Tanoshiin da. Nazenara Kimi wa Totemo Kawaii no ni Sore ni Mattaku Ki ga Tsuiteinai kara» (君の姿を撮るのが楽しいんだ。なぜなら君はとても可愛いのにそれに全く気がついていないから) | 7 августа 2017 года   |
| 6  | Don't Take the Bassist! «Bēshisuto o Tsureteku na!» (ベーシストを連れてくな!) | 14 августа 2017 года  |
| 7  | Surprise Invitation «Bikkuri Shōtaijō» (びっくり招待状) | 21 августа 2017       |
| 8  | The Girl in the Mural «Hekiga no Bishōjo» (壁画の美少女) | 28 августа 2017 года  |
| 9  | The Grade School Kids Might've Not Been Able to Save the Drowning God if They Hadn't Gotten There in Time «Tadoritsuku no ga Osokatta Oboreru Kami-sama o Sukuenakatta Kamoshirenai Shōgakuseitachi» (たどりつくのが遅かったら溺れる神様を救えなかったかもしれない小学生達)                    | 4 сентября 2017       |
| 10 | Totally a Date «Marukkiri Dēto» (まるっきりデート) | 11 сентября 2017      |
| 11 | Band Battles and Melodies «Taiban to senritsu» (対バンと旋律) | 18 сентября 2017 года |
| 12 | Can't Help but Love the Music «Ongaku o Suki ni Narazu ni Irarenai» (音楽を好きにならずにいられない) | 25 сентября 2017 года |